# Saab GlobalEye
Saab GlobalEye — багатоцільовий авіаційний комплекс радіолокаційного виявлення і наведення (англ. airborne early warning and control (AEW&C)) створений шведським оборонно-промисловим концерном Saab. Складається з РЛС Erieye ER (поліпшена версія Erieye зі збільшеним радіусом дії) та додаткового обладнання встановлених на спеціально модифікований літак Bombardier Global 6000.

## Історія
У лютому 2016 року шведська компанія Saab оголосила про запуск програми інтеграції своєї РЛС Erieye з канадським реактивним літаком бізнес-класу великої дальності, Bombardier Global 6000. Метою програми було створення спеціалізованого літака раннього попередження та контролю. Цей літак отримав назву GlobalEye. До створення GlobalEye, компанія Saab вже мала досвід інтеграції РЛС Erieye з різними типами літаків (Saab 340 AEW&C, Saab 2000 AEW&C, R-99). Щоб полегшити виконання програми, Saab отримав додатковий сертифікат типу, що дозволяє модифікувати вже готовий літак Bombardier Global 6000 до конфігурації GlobalEye.

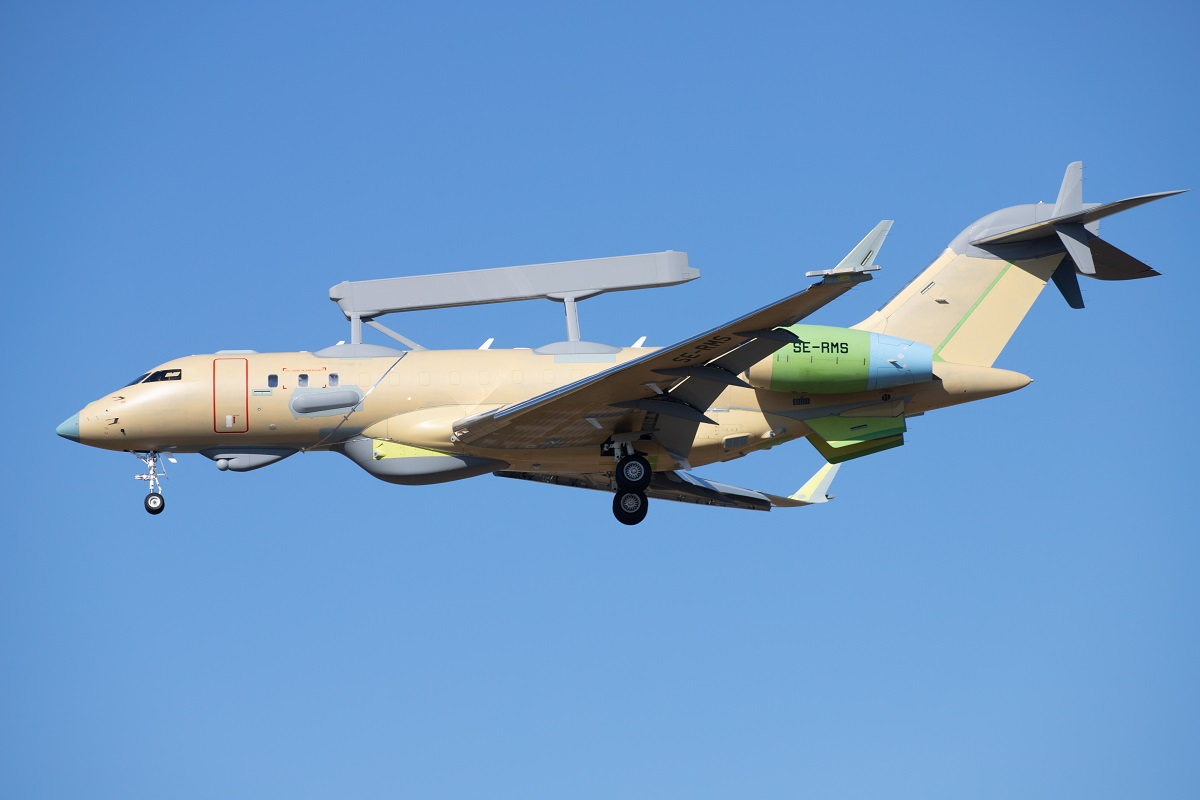
Saab GlobalEye (р/н SE-RMS) повертається в аеропорт Лінчепінга після 5-ти годинного тестового польоту

Виробничий процес передбачає прибуття повністю готового Bombardier Global 6000 на завод Saab у Лінчепінгу, де літак проходить повний цикл модифікацій передбачених програмою. Здійснюються роботи з посилення планера і крила, що дозволяє в подальшому встановити на літак РЛС Erieye, та багато іншого обладнання. Сенсори встановлюються не лише на фюзеляжі, а й на кінцівках крила. Аеродинамічні зміни включають подовження хвостового оперення. Також встановлюється додаткове обладнання для живлення та охолодження електронних систем. Щоб підвищити живучість літака, встановлюється комплект самозахисту, що включає лазерні та радарні сенсори попередження про атаку, а також засоби протидії атакам на літак. На початку 2018 року Saab вказав, що має технічну можливість виробляти до трьох GlobalEyes на рік і зможе розпочати перші поставки протягом трьох років після отримання контракту.
23 лютого 2018 року компанія Saab представила перший літак GlobalEye. А вже 14 березня 2018 року цей літак здійснив свій перший політ з аеропорту Лінчепінга. Цей політ тривав 1 годину 46 хвилин. Другий літак здійснив перший політ 3 січня 2019 року, а вже в травні 2019 року було повідомлено, що етап льотних випробувань пов'язаний із сертифікацією літака наближається до кінця.

## Конструкція

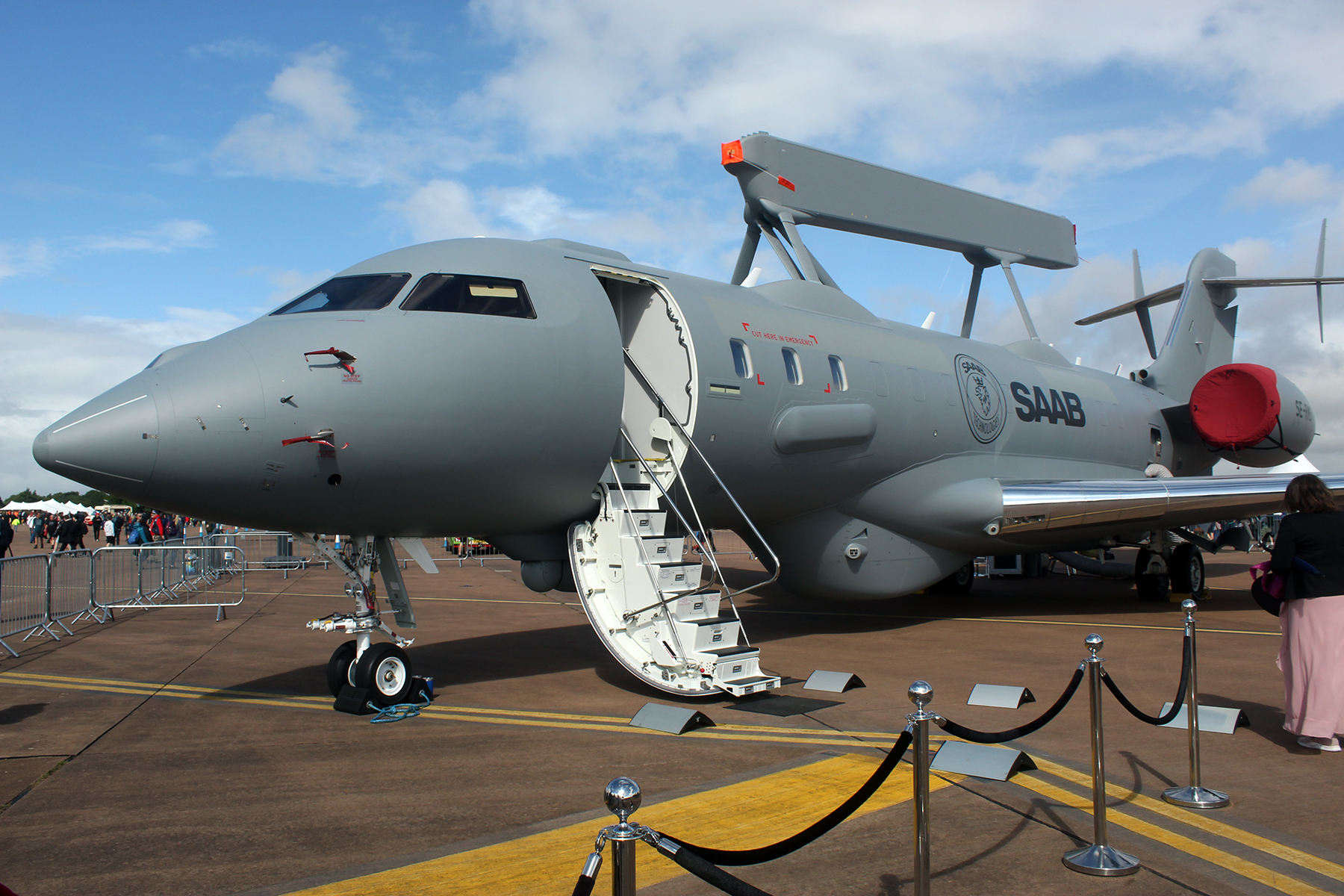
Saab GlobalEye (р/н SE-RMS) на авіасалоні Royal International Air Tattoo 2023

Основним компонентом GlobalEye є бортова РЛС раннього попередження Erieye ER, яка важить близько тонни. Радіус дії РЛС до 450 км, при польоті на висоті 30000 футів і 550 км, при польоті на висоті 35000 футів. Виробник стверджує що у порівнянні з попередніми версіями радара Erieye, дальність виявлення цілей вдалося збільшити на 70 % завдяки використанню нових технологій, таких як модулі передачі/приймання з нітриду галію. GlobalEye здатний виявляти та відстежувати комбінацію повітряних і надводних цілей. Літак може знаходитись в повітрі до одинадцяти годин поспіль.
Крім РЛС Erieye ER, GlobalEye оснащений різними додатковими сенсорами. Серед них морська оглядова РЛС Seaspray 7500E, виробництва італійського оборонного холдингу Leonardo S.p.A., електрооптичний інфрачервоний сенсор розташований під носовою частиною фюзеляжу. Також літак обладнаний комплексом телеметричного обладнання, засобами супутникового зв'язку та командно-контрольним комплексом, що складається з п'яти бортових операторських станцій. GlobalEye може виконувати свою місію як з операторами на борту так і без них передаючи вихідні дані спостереження на наземні станції. GlobalEye може одночасно виконувати завдання з повітряного, морського та наземного спостереження.

## Оператори

### Поточні оператори
- ОАЕ — в експлуатації вже знаходяться 3 літаки, поставка ще 2 запланована на 2025 рік, загальна вартість замовлених літаків 23 мільярди шведських крон[14].

### Майбутні оператори
- Швеція — 30 червня 2022 року Saab і Управління оборонного матеріального забезпечення Швеції (FMV) уклали угоду з придбання 2 літаків GlobalEye, які отримають позначення S 106 у шведських повітряних силах. Угода оцінюється в 7,3 мільярда шведських крон, а надходження літаків в експлуатацію заплановано на 2027 рік[15].

### Потенційні замовники
- Греція — розглядається як потенційна заміна літакам Embraer R-99[en] з радарами Erieye, що знаходяться на озброєнні повітряних сил Греції зараз[16].
- Франція — розглядається як потенційна заміна літакам E-3 Sentry, що знаходяться на озброєнні повітряних сил Франції зараз[17].

### Втрачені можливості
- Фінляндія — Saab пропонував два літаки GlobalEye в комплекті з 64 JAS 39E/F Gripen в рамках своєї заявки на фінську програму винищувачів. На початку 2020 року літак GlobalEye виконав політ зі Швеції до Фінляндії, з делегацією повітряних сил Фінляндії на борту[18].
- НАТО — У лютому 2023 року Saab оголосила, що бере участь у тендері НАТО, щодо заміни поточного парку літаків E-3 Sentry. У листопаді 2023 року НАТО ухвалило рішення закупити для цих цілей Boeing E-7 Wedgetail[19].